# Темботов, Ахмедхан Анатольевич
Ахмедхан Анатольевич Темботов (род. 13 сентября 2002 год, Кабардино-Балкария, Россия) — российский, а ныне итальянский борец вольного стиля. Чемпион Италии 2023. Победитель III Летних юношеских Олимпийских игр 2018. Мастер спорта России по вольной борьбе.

## Биография
Ахмедхан  родился в селе Атажукино Баксанского района Республики Кабардино-Балкария. В возрасте 8 лет начал заниматься вольной борьбой. Он является воспитанником крымского высшего училища олимпийского резерва и представлял Республику Крым и Кабардина-Балкарию на национальном уровне.

## Спортивная карьера
Первые победы на всероссийском уровне пришли для Темботова в 2017 году, когда он выиграл отборочное первенство России среди юношей Далее, уже на первенстве Европы он пришёл первым в весе до 85 кг. В конце 2017 года он был номинирован на звание лучшего спортсмена Республики Крым. В мае 2018 года Ахмедхан повторил прошлогодний успех, выиграв во второй раз первенство Европы среди юношей в весе до 80 кг. В октябре 2018 года он стал победителем юношеских Олимпийских игр в Буэнос-Айресе (Аргентина). В апреле 2019 года Темботов стал финалистом на первенстве России среди юношей, который проходил в Иркутске. В июне 2019 года Темботов в третий раз взошел на высшую ступень пьедестала Европейского первенства среди юношей в Италии, не отдав ни единого балла своим соперникам. В январе 2023 года Ахмедхан выиграл чемпионат Италии среди взрослых, одолев всех соперников досрочно в весовой категории до 86 кг.

## Спортивные достижения
- Первенство России среди младших юношей 2017 — ;
- Первенство России среди кадетов 2019 — ;
- Первенство Европы среди кадетов 2017, 2018, 2019 — ;
- "Лучший спортсмен Республики Крым 2017"
- Юношеские Олимпийские игры 2018 — ;
- Первенство России среди кадетов 2019 — ;
- Чемпионат Италии 2023 — ;

## Личная жизнь
Темботов увлекается охотой и любит читать книги.